# Haworthia cymbiformis
Haworthia cymbiformis es una especie de planta suculenta perteneciente a la familia Xanthorrhoeaceae. Es endémica de Sudáfrica.

## Descripción
Las plantas son pequeñas, con una roseta. Las hojas son gruesas, de color verde claro.
La principal característica de esta especie es que el final de las hojas es transparente. En la naturaleza, el sol es muy brillante y la planta crece principalmente sepultada por la arena y sólo este final transparente de las hojas está por encima del suelo.
Algunos otros géneros como Fenestraria tienen también transparentes finales de las hojas. 

## Cultivares
- Haworthia cymbiformis var. cymbiformis
- Haworthia cymbiformis var. cymbiformis f. agavoides
- Haworthia cymbiformis var. cymbiformis f. bilineata
- Haworthia cymbiformis var. cymbiformis f. planifolia
- Haworthia cymbiformis var. incurvula
- Haworthia cymbiformis var. obtusa
- Haworthia cymbiformis var. ramosa
- Haworthia cymbiformis var. reddii
- Haworthia cymbiformis var. setulifera

## Sinonimia
- Aloe cymbiformis Haw.
- Catevala cymbiformis (Haw.) Kuntze[1]